# Герб Боярки
Герб Бо́ярки — офіційний символ-герб міста Боярки Фастівського району Київської області. Створив герб у 2007 році місцевий краєзнавець, історик, геральдист, генеалог, член Українського геральдичного товариства Сергій Миколайович Лисенко.

## Опис
Герб Боярки являє собою чотирикутний щит з півколом в основі, у золотому полі якого зображений срібний архістратиг Михаїл з мечем у здійнятій правиці і терезами в опущеній лівиці. На грудях архангела перетинаються дві червоні стрічки. Обабіч архангела розміщено по одній сосні з червоними стовбурами і зеленою кроною.
Нижче архангела — срібна дерев'яна давньоруська фортечна вежа-брама зі знятими воротами. Від вежі в обидва боки вгору під кутом 45 градусів відходить срібний дерев'яний частокіл, що впирається в краї поля щита.
Під брамою на зеленому полі перетинаються дві смуги: праворуч смуга з почерговими срібними і чорними прямокутниками, ліворуч — срібна хвиляста смуга.
Поле герба обрамлює декоративний картуш, переважно червоний. Над картушем — срібна міська корона. Знизу і з боків герб огортають дві соснові гілки з шишками, переплетені червоною стрічкою, на якій по центру нижче щита, на місці сплетіння гілок, напис білим кольором — «БОЯРКА».

## Значення символіки
Сосни на гербі — це позначення вікового соснового лісу навколо Боярки, який відіграв визначальну роль у формуванні курортно-лікувального функціонування території. Вважається також, що сосна символізує філософську душу, шляхетність походження, щирість, сердечність, витонченість
Як срібна хвиляста смуга зображується річка Притварка — вона не лише вказує на пов'язані з річкою події в історії поселення, а й символізує підтвердження доцільності розпочатої справи. Вузька смуга з розміщеними на ній почергово чорними і срібними прямокутниками є символом залізниці та її значення в житті Боярки.

## Джерело
- Історико-геральдичне обґрунтування проектів Герба і Прапора міста Боярки [Архівовано 15 травня 2011 у Wayback Machine.] на офіційному вебпорталі Боярської міської ради [Архівовано 28 листопада 2021 у Wayback Machine.]